# Рохма (Ленинградская область)
Ро́хма (фин. Rohma) — деревня в Лесколовском сельском поселении Всеволожского района Ленинградской области России.

## История
Впервые упоминается в Писцовой книге Водской пятины 1500 года как деревня Рогма Куйвошского погоста. До Северной войны (1700—1721) на холме близ деревни стояла православная церковь.
Первое картографическое упоминание — селение Rohma на шведской карте Ингерманландии 1704 года.
Как деревня Рахма она упоминается на «Карте окружности Санкт-Петербурга» 1810 года.

РОХМА — деревня мызы Вартемяки, принадлежит графам церемониймейстеру Андрею и штаб-ротмистру Григорию Шуваловым, жителей по ревизии 51 м. п., 70 ж. п.; (1838 год)

В пояснительном тексте к этнографической карте Санкт-Петербургской губернии П. И. Кёппена 1849 года она записана как деревня Rohma (Рохма) и указано количество её жителей на 1848 год: эвремейсов — 52 м. п., 63 ж. п., всего 115 человек.

РОХМА — деревня графа Шувалова, по просёлкам, 19 дворов, 60 душ м. п. (1856 год)

РОХМА — деревня графа Шувалова. Число душ крепостных людей мужского пола: крестьян — 64, дворовых — нет. Число дворов или отдельных усадеб — 21. Земли состоящей в пользовании крестьян (в десятинах): усадебной — 9,81, на душу — 0,15; пахотной: всего — 74,37, на душу — 1,16; сенокосы: 164,84; выгоны: 14,15; кустарник: 42,80; всего удобной — 305,97, на душу — 4,78. (1860 год)

Согласно «Топографической карте частей Санкт-Петербургской и Выборгской губерний» в 1860 году деревня Рохма насчитывала 26 дворов.

РОХМА — деревня владельческая, при колодцах, 21 двор, 85 м. п., 98 ж. п. (1862 год)

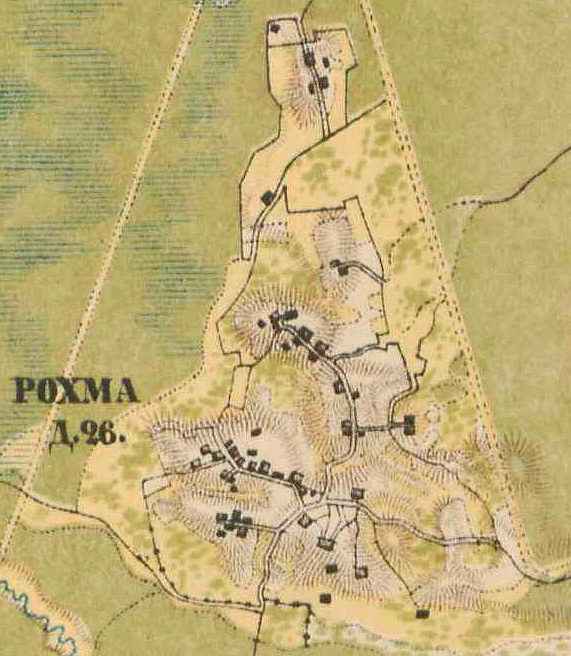
План деревни Рохма. 1885 год

В 1885 году в деревне Рохма снова насчитывалось 26 дворов.

РОХМА — деревня на земле Калголовского сельского общества, при просёлочной дороге 31 двор, 100 м. п., 102 ж. п. — всего 202 чел. (1896 год)

В конце XIX — начале XX века деревня административно относилась к Вартемякской волости 4-го стана Санкт-Петербургского уезда Санкт-Петербургской губернии. Население деревни было однородным — финским.

РОХМА — селение Камоловского сельского общества Вартемяккской волости, 34 домохозяйства, наличных душ: 102 м. п., 101 ж. п., земли пахотной — 208, леса — 48, итого: 256 десятин. (1905 год)

В 1908 году в деревне проживали 232 человека из них 27 детей школьного возраста (от 8 до 11 лет).
В 1911 году в деревне открылась школа с преподаванием на финском языке.
Согласно переписи населения СССР 1926 года:

РОХМА — деревня Осельковского сельсовета Парголовской волости Ленинградского уезда, 47 хозяйств, 244 души.

Из них: русских — 1 хозяйство, 14 душ; ингерманландцев — 46 хозяйств, 230 душ. (1926 год)

По данным обследования, произведённого летом 1927 года историком, председателем ЛОИКФУН Вячеславом Александровичем Егоровым (1878—1934), в деревне сохранились старинные постройки: «сарай с вырезанным годом 1789, амбар — 1808».
В 1930-е годы в деревне был организован колхоз «Uusi elämä» («Новая жизнь»).
По административным данным 1933 года деревня Рохма относилась к Лесколовскому сельсовету Куйвозовского финского национального района.
Согласно переписи населения СССР 1939 года:

РОХМА — деревня Лесколовского сельсовета Парголовского района, 227 чел. (1939 год)

Деревня Рохма на карте 1939 года

Согласно топографической карте РККА 1939 года деревня насчитывала 48 дворов. В 1940 году деревня также насчитывала 48 дворов.
До 1942 года — место компактного проживания ингерманландских финнов.
В 1958 году население деревни составляло 118 человек.
По данным 1966, 1973 и 1990 годов деревня Рохма входила в состав Лесколовского сельсовета.
В 1997 году в деревне проживали 3 человека, в 2002 году — постоянного населения не было, в 2007 году — 2, в 2010 году — 14 человек.
В деревне ведётся активное коттеджное строительство.

## География
Деревня расположена в северной части района на автодороге 41К-071 (Новое Токсово — Керро), к западу от посёлка Осельки.
Расстояние до административного центра поселения — 5 км.
Расстояние до ближайшей железнодорожной станции Пери — 4 км.
Деревня находится у истока реки Рохма.

## Демография
| 1838 | 1848 | 1862 | 1896 | 1905 | 1926 | 1939 |
| ---- | ---- | ---- | ---- | ---- | ---- | ---- |
| 121  | ↘115 | ↗183 | ↗202 | ↗203 | ↗244 | ↘227 |
| 1958 | 1997 | 2002 | 2007 | 2010 | 2013 | 2017 |
| ↘118 | ↘3   | ↘0   | ↗2   | ↗14  | ↗18  | ↘12  |

### Национальный состав
Согласно данным Всероссийской переписи населения 2021 года в деревне проживали 158 человек, из них:
 русские — 87, финны-ингерманландцы — 11, армяне — 3, башкиры — 3, таджики — 1, другие национальности — 17 человек, остальные национальность не указали.

## Улицы
Светлая, Ясная.

## Садоводства
Никольское.